# Cornelia Hampel
Cornelia Hampel (geb. vor 1991) ist eine deutsche Autorin christlicher Hörspiele für Kinder.
1991 gewann sie mit ihrer Geschichte Das rote Krokodil den Autorenwettbewerb des Evangeliums-Rundfunks in der Altersgruppe 7 bis 9 Jahre. Mit den zweit- und drittplatzierten Gewinnern, Das Ge-/Verbot (von Bodo E. Linde) und Gewitter im Wald, wurde die Geschichte als Hörspiel vom ERF-Verlag auf Kassette veröffentlicht. Im Folgenden betätigte sich Cornelia Hampel als Hörspielautorin für den ERF. Auf Kassette erschienen in den Jahren 1994 bis 1996 drei Folgen um Hörspielheld Florian. 

## Werke
| Jahr | Titel                              | Verlag     |
| ---- | ---------------------------------- | ---------- |
| 1991 | Das rote Krokodil / Das Ge-/Verbot | ERF-Verlag |
| 1994 | Hilfe, Florian kommt!              | ERF-Verlag |
| 1996 | Florian in Schwierigkeiten         | ERF-Verlag |
| 1996 | Florian auf falscher Fährte        | ERF-Verlag |